# テイグラハ

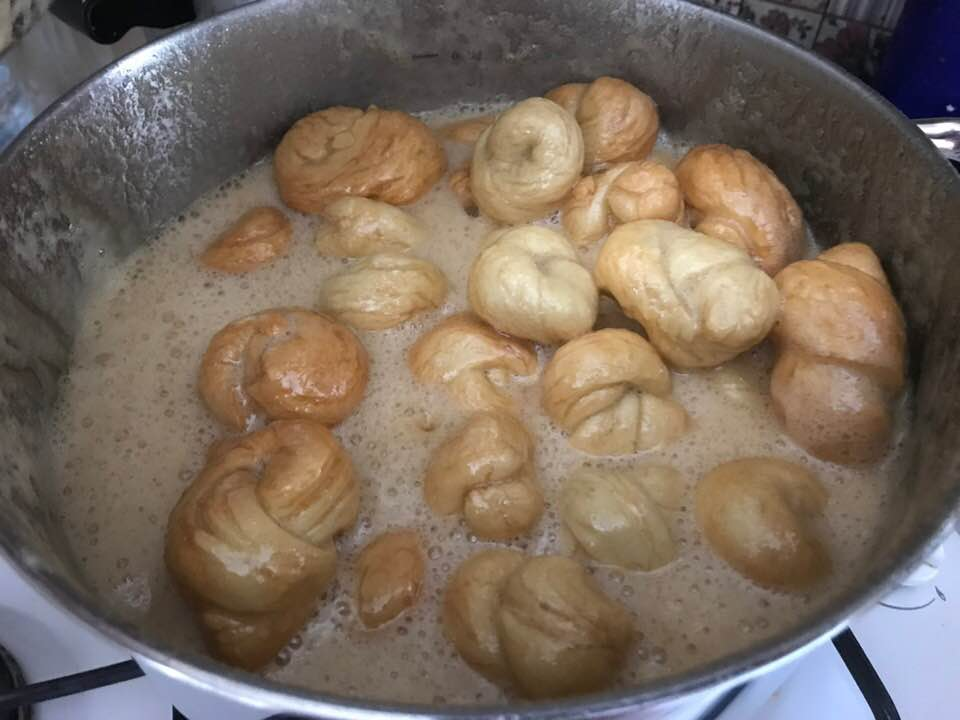
テイグラハ

テイグラハ（英語：teigel, teiglach ; イディッシュ語：טײגלעךְ ; ロシア語 тейглах, тейглех）はアシュケナジムの菓子の一種。テイグラハ（テイグレヒ）は複数形で、単数形は「生地」を意味するテイグ（teyg）に縮小辞の-el がついたテイゲル（teigel）。テイグは現代ドイツ語のタイク（der Teig）に相当する。ローシュ・ハッシャーナー、仮庵の祭り、律法歓喜祭（スィムハット・トーラー）、プーリーム、ハヌカーや結婚式、割礼を祝って作られる。
ショウガ風味を付けた小麦粉の生地を紐状にし、小さく切り、蜂蜜入りのシロップでナッツと共に煮てから熱いうちに丸めて成形し、テイグラハを山形に盛って仕上げる。ショウガを生地ではなくシロップに入れる場合もあり、果物の砂糖漬けをあしらったり、ゴマやココナッツフレークをまぶしてもよい。ナッツやドライフルーツを小麦粉の生地で包んでから煮ることもある。